# Burglinde Pollak
Burglinde Pollak (Alemania, 10 de junio de 1951) es una atleta alemana retirada, especializada en la prueba de pentatlón en la que llegó a ser medallista de bronce olímpica en 1976.

## Carrera deportiva
En los JJ. OO. de Montreal 1976 ganó la medalla de bronce en el pentatlón, con un total de 4740 puntos, siendo superada por sus paisanas alemanas Siegrun Siegl (oro) y Christine Laser (plata).